# Luis Bramsen
 Der er flere personer med dette navn, se Ludvig Bramsen.
Ludvig Ernst Bramsen, kaldet Luis (30. april 1819 i København – 2. juli 1886 sammesteds) var en dansk brandforsikringsdirektør.
Luis Bramsen var en søn af revisor i den slesvigholsten-lauenborgske Brandforsikrings kontor, kommerceråd,
senere justitsråd Ludewig Ernst Bramsen (1777-1828) og Marie Cathrine Beutner (1776-1863). Efter tidlig at været blevet faderløs kom Bramsen allerede inden sin konfirmation i handelslære. 21 år gammel rejste han til Cuba, hvor han under et toårigt ophold begyndte en import af Havannacigarer til Danmark. Denne forretning fortsatte han i en årrække, først fra New York, hvor han efter Cubaopholdet havde bopæl i et par år, og senere i København, hvortil han 1844 var vendt tilbage. Gennem familieskab med Christian Drewsen på Strandmøllen, fik Bramsen — sammen med sin ungdomsven Sigvard Blom — ved sin hjemkomst overdraget den indbringende forretningsførelse for firmaet Drewsen & Sønner, datidens altoverskyggende papirproducent.
Men især inden for den danske forsikringsverden fik Bramsen stor betydning. Det var næsten et tilfælde, at firmaet Bramsen & Blom 1854 kom til at overtage et agentur for det engelske brandforsikringsselskab Northern, men det blev af megen betydning for Bramsen og for dansk brandforsikring. Han var en livlig mand med mange interesser, som kæmpede med stor energi for sine idéer, således ophævelsen af forsikringsmonopolerne. Efter at det monopol, som det Kjøbenhavnske Brandassurancekompagni for Varer og Effekter besad, var ophørt i 1863, stiftede han Nye danske Brandforsikringsselskab i januar 1864, hvis direktør han var til sin død.
I 1846 havde han løst borgerskab som grosserer i København; blev sardinsk konsul 1859 og italiensk konsul 1861, men søgte allerede i december samme år om afsked og erholdt den, i det han samtidig udnævntes til Consul honoraire.
Han var gift med Camilla Lassen (datter af auditør N.F. Lassen), født 1820 død 1879. Parret havde 6 sønner og 3 døtre. En af hans sønner, Ludvig Ernst Bramsen, gjorde sig også bemærket som sagkyndig i forsikringsvæsenet.
Bramsen anlagde Kastanievej på Frederiksberg, hvor han var den første til at få opført en villa. Hans Villa Tharand på hjørnet af Bülowsvej og Kastanievej med adresse på nr. 2 på sidstnævnte fik sit ejendommelige navn efter et sted ved Dresden, som Bramsen havde besøgt med sin hustru på en udenlandsrejse i 1848. Villaen er fra 1858 og tegnet af H.C. Stilling. I 1905 blev den ombygget til Det Wærnske Institut, der havde overtaget den 1887, kom 1922 til Mariaforbundet og huser nu Kastanievejs Efterskole.
Han er begravet på Holmens Kirkegård i København. Der findes et portrætmaleri af Just Holm 1852 i familieeje. Buste af Hjalmar Kleis fandtes tidligere hos Nye Danske. Litografi af I.W. Tegner 1881.